# Affonso Giaffone
Affonso Giaffone Neto (Santos, 6 de abril de 1968) é um automobilista brasileiro.
Giaffone disputou oito provas da 1996/97 da IRL, sendo seu melhor resultado uma quarta posição em Charlotte. Ele terminou na 16ª posição com 59 pontos.

## Resultados

#### Indy Racing League
| Ano       | Equipe               | 1       | 2      | 3 | 4      | 5      | 6      | 7     | 8     | 9      | 10     | 11 | Posição | Pontos |
| --------- | -------------------- | ------- | ------ | - | ------ | ------ | ------ | ----- | ----- | ------ | ------ | -- | ------- | ------ |
| 1996-1997 | Team Scandia         |         | LVS 10 |   |        |        |        |       |       |        |        |    | 16th    | 159    |
| 1996-1997 | Chitwood Motorsports |         |        |   | PHX 13 | IND 32 | TXS 20 | PPI 9 | CLT 4 | NH2 18 | LV2 15 |    | 16th    | 159    |
| 1998      | Team Coulson         | WDW DNS |        |   |        |        |        |       |       |        |        |    | -       | -      |